# 河島喜好
河島 喜好（かわしま きよし、1928年2月1日 - 2013年10月31日）は、自動車エンジニア、実業家。元本田技研工業代表取締役社長。実弟の河島博は日本楽器製造（現ヤマハ）社長、ダイエー副社長歴任。

## 経歴
1947年、浜松高等工業学校（現・静岡大学工学部）機械科卒業後、本田技研工業の前身である本田技術研究所に入社。ホンダA型やホンダ初の4ストロークエンジンを搭載した二輪車であるドリームE型など最初期の市販モデルから、競技専用バイクの開発に携わった。
1950年代からホンダのレーシングチームの監督を務め、1959年〜1967年には2輪世界グランプリレースでホンダワークスチームを率いた。1965年には一時的に4輪のホンダF1の監督も務めたことがある。
1971年に本田技術研究所の社長に就任。
1973年10月に本田宗一郎の後を受け、45歳の若さで本田技研工業代表取締役社長に就任。7人の候補がいた中で、宗一郎本人が河島を後継者として指名した。川島喜八郎、西田通弘らとのトロイカ体制で経営を担い、在任中は一時的に軽自動車市場から撤退する一方で、アメリカ・オハイオ州に現地生産工場を開設、欧州ではブリティッシュ・レイランド（後のローバー）と提携を結ぶなどした。またヤマハ発動機との激しい二輪車の販売シェア争い（HY戦争）においても陣頭指揮を執った。
1983年、後輩の久米是志に後を譲って社長を退任。1994年から1999年にかけて東京商工会議所副会頭を務めた。
1983年、藍綬褒章受章。2007年、旭日重光章受章。
2013年10月31日、肺炎のため死去。85歳没。

## エピソード・人物
- ホンダ入社のきっかけは、就職難の中、本田宗一郎の近所に住んでおり、また宗一郎と父親が知り合いだったため。当時、大卒相当の社員がいないホンダに「ほぼ即決採用」（図面が引けるという理由）されたが、「宗一郎が炬燵に入ったまま面接し、『じゃあ、明日からウチに来るか』と言われて決まった」等の逸話もある[6]。ただし、本人は「詳しく憶えていない」とのこと。
- 創業間もない頃、本田宗一郎の子供たちの勉強の面倒も見るなど家族同然の付き合いだった。
- 「箱根越えテスト」で知られるドリームE型のテストライダーを務めた。ドリームE型は、当時のオートバイの限界を打ち破った（まだ箱根の坂をノンストップで登れるオートバイはなかった）とも評された。
- 本田宗一郎の一番弟子的な存在であるが、宗一郎に対して客観的な評価もしている。技術者としての宗一郎の晩年について「会社のため早く辞めて欲しかった」と評し、さらに宗一郎と関係が悪化していた中村良夫に対し「本田の引退は近い」と慰留し、空冷・水冷論争で本田と激しく対立し失踪騒動を起こした久米是志の辞表を預かり、後にその久米を自身の後継社長として指名するなど、宗一郎に縛られず社内改革を行った。
- ホンダ・ライフは当時各メーカーが最高速度を競り合う中、あえてスピードを抑制している。これは、藤沢が当時の運輸省官僚との会話の中でスピード抑制の必要性を感じ、河島に相談したことによるもの。
- 愛車としてプレリュードをデビューしてからモデルチェンジの度に乗り換えていたが、その後レジェンドに乗り換えている。[7]
- オイルショックの際に各社が値上げを発表する中、副社長の川島喜八郎らと相談し、逆に値上げをしないと経団連で発表。他社との差別化を図った。
- 浜松高工の同級生にライバルメーカー丸正自動車製造の「ライラック号」の開発者だった溝渕定がいる。
- 社長を退き最高顧問となってからも、ホンダ社内には隠然たる影響力を持っていた。一例として、初代ホンダ・NSXのル・マン24時間レース参戦の一件があり、1993年当時社長の川本信彦がNSXのレース参戦に大反対だったのに対し、レース活動推進派だった高橋国光が河島の許を訪れ川本の説得を依頼したところ、河島が「NSXのレースプロジェクトをハシケン[8]とアリサワ[9]でやれ。そのことは川本には言わなくていい」と強権を発動してレース参戦を決めてしまったという[10]。
- 晩年、河島は「高會堂」という店舗を経営した。これは画廊を兼ねた店舗であり、自身の趣味でもあった芸術に対する深い関心を反映している。ここでは絵画や美術品の展示販売のほか、文化交流の場としても活用され、地域文化の発信に貢献していた。

## 関連書籍
- 加藤仁「社長の椅子が泣いている」（講談社、2006年）〜弟の河島博の評伝。その兄として登場している。